# Gansserina
Gansserina es un género de foraminífero planctónico de la subfamilia Globotruncaninae, de la familia Globotruncanidae, de la superfamilia Globotruncanoidea, del suborden Globigerinina y del orden Globigerinida. Su especie tipo es Globotruncana gansseri. Su rango cronoestratigráfico abarca el Maastrichtiense (Cretácico superior).

## Descripción
Gansserina incluía especies con conchas trocoespiraladas, de forma planoconvexa con el lado espiral plano; sus cámaras eran inicialmente subglobulares, y finalmente cónicas, y seleniformes o romboidales en el lado espiral; sus suturas intercamerales eran fuertemente curvadas rectas e incididas, y elevadas y nodulosas en el lado espiral (carena circumcameral); su contorno era lobulado o redondeando; su periferia era angulosa, monocarenada, con carena nodulosa, aunque en ocasiones se desarrolla una segunda carena en el lado umbilical consistente en pústulas alineadas; su ombligo era muy amplio, ocupando a veces la mitad del diámetro de la concha; su abertura principal era interiomarginal, umbilical, protegida por un amplio pórtico que, en la etapa adulta, coalescen con los pórticos de las cámaras precedentes para formar una tegilla; la tegilla cubría la mayor parte del ombligo y estaba provista de aberturas accesorias remanentes; presentaban pared calcítica hialina, finamente perforada con poros cilíndricos, con la superficie lisa o punteada y pustulosa, con pústulas más densas en el área umbilical.

## Discusión
Clasificaciones posteriores han incluido Gansserina en la familia Rugoglobigerinidae y en la superfamilia Globigerinoidea. Otras clasificaciones lo han incluido en la subfamilia Reissinae.

## Paleoecología
Gansserina incluía especies con un modo de vida planctónico, de distribución latitudinal cosmopolita, preferentemente tropical-subtropical, y habitantes pelágicos de aguas profundas (medio mesopelágico inferior a batipelágico superior).

## Clasificación
Gansserina incluye a las siguientes especies:
- Gansserina gansseri †
- Gansserina wiedenmayeri †